# Анастасівка (Звягельський район)
Анастасі́вка (раніше — Анастазівка-Велика, Велика Анастазівка) — село в Україні, у Городницькій селищній територіальній громаді Звягельського району Житомирської області. Кількість населення становить 62 особи (2001). До 1954 року — адміністративний центр однойменної сільської ради.
Село нанесене на «Атлас української мови».

## Населення
В кінці 19 століття поселення налічувало 26 дворів та 187 жителів, у 1906 році — 230 жителів та 32 двори.
Кількість населення, станом на 1923 рік, становила 220 осіб, кількість дворів — 58.
Відповідно до результатів перепису населення 1989 року, кількість населення ради, станом на 1 грудня 1989 року, складала 300 осіб.
Станом на 5 грудня 2001 року, відповідно до перепису населення України, кількість мешканців сільської ради складала 62 особи.

## Історія
Селом почергово володіли князі Корецькі, Чорторийські, Любомирські, Руліковські. В кінці 19 століття — Анастазівка-Велика, село Емільчинської волості Новоград-Волинського повіту, за 33 версти (35 км) від Новограда-Волинського, входило до православної парафії Сторожева.
У 1906 році — Анастазівка-Велика (рос. Анастазовка-Большая), слобода Городницької волості (2-го стану) Новоград-Волинського повіту Волинської губернії. Відстань до повітового центру, м. Новоград-Волинський, становила 31 версту, до волосного центру, містечка Городниця — 7 верст. Найближче поштово-телеграфне відділення розташовувалося в міст. Городниця.
У 1923 році слобода Велика Анастазівка увійшла до складу новоствореної Городницької сільської ради, котра 7 березня 1923 року увійшла до складу новоствореного Городницького району Житомирської округи. Розміщувалося за 5 верст від районного центру, міст. Городниця та 3,5 версти від сільської ради. В проміжку 1926—31 років у селі була утворена Анастасівська сільська рада Городницького району.
11 серпня 1954 року, внаслідок ліквідації Анастасівської сільської ради, село увійшло до складу Лучицької сільської ради Городницького району. В складі сільської ради входила до Ярунського (28.11.1957 р.), Ємільчинського (29.11.1957 р.) та Новоград-Волинського (15.09.1958 р.) районів.
5 серпня 2016 року, внаслідок добровільного об'єднання сільських рад, село увійшло до складу новоствореної Городницької селищної територіальної громади Новоград-Волинського району Житомирської області.